# Ванлёсе (футбольный клуб)
«Ванлёсе» (дат. Vanløse IF) — датский футбольный клуб из одноимённого района Копенгагена.

## История
Клуб был основан в 1921 году и длительное время играл в низших дивизионах. В детской команде клуба в начале 1970-х начинал карьеру Микаэль Лаудруп. С 28 октября 1972 года по 26 мая 1974 года «Ванлёсе» сыграл 42 матча, в которых потерпел только одно поражение. В течение этого времени клуб выиграл турнир восточной зоны в 3-м дивизионе в 1973 году и Кубок Дании в 1974. В розыгрыше Кубка обладателей кубков 1974/75 «Ванлёсе» в первом раунде уступил португальской «Бенфике» 0:4, 1:4. В 1974 году клуб победил во втором дивизионе и вышел в первый — высший по силе — дивизион, где занял 8-е место. В следующем году «Ванлёсе» занял последнее, 16-е место и вылетел обратно во второй дивизион. В том же году в клубе начал карьеру один из лучших датских игроков Пребен Элькьер. В 1991 году команда, за которую играли будущие игроки сборной Ян Микаэльсен и Оле Бьюр, была вновь близка к выходу в Суперлигу, но заняла третье место в первом дивизионе.
В сентябре 2018 года из команды, выступающей во втором дивизионе (D3), за сборную Дании сыграли четыре игрока — Николай Йохансен, Даниэль Нильсен, Расмус Гаудин и Оскар Хёюбю. Это произошло благодаря тому, что бо́льшая часть датских футболистов отказалась играть за сборную из-за конфликта с Датским футбольным союзом.